# Tabanus arenicolor
Tabanus arenicolor är en tvåvingeart som beskrevs av Peus 1980. Tabanus arenicolor ingår i släktet Tabanus och familjen bromsar.
Artens utbredningsområde är Syrien. Inga underarter finns listade i Catalogue of Life.